# Mehmed II.
Mehmed II zvani el-Fatih (Osvajač) (29/30. ožujka 1432. – 3. svibnja 1481.) bio je osmanski sultan. 

## Rani život
Mehmed II. rođen je u Edirnu, tada glavnom gradu osmanske države 29. ožujka 1432. Njegov otac bio je sultan Murat II., a majka Huma Hatun. Kada je imao 11 godina poslan je u Amaziju kako bi pohađao školu i stekao iskustvo što je bila praksa i ranijih sultana. Nakon što je sultan Murat II. sklopio mirovni ugovor s Karamanskim Carstvom koje se također nalazilo u Anadoliji, u kolovozu 1444. sve je svoje sultanske ovlasti prenio na sina Mehmeda II. koji je tada imao 12 godina.

## Rana vladavina
U samom početku svoje vladavine, Mehmed II. zamolio je svog oca Murata II. da preuzme prijestolje pred bitkom za Varnu, ali Murat je to odbio. Bijesan na svog oca, koji se davno umirovio i živio mirnim životom u Anadoliji, Mehmed II. napisao je: „Ako si ti Sultan, dođi i vodi svoju vojsku. Ako sam ja Sultan, ovim ti naređujem da dođeš i vodiš moju vojsku.” To je pismo ipak prisililo Murata II. da vodi osmansku vojsku u Bitci kod Varne 1444. Legenda kaže da je Muratov povratak tražio Halil-paša, veliki vezir tog vremena koji nije priznavao vodstvo mladog Mehmeda II. zbog toga što je Mehmedov učitelj bio njegov veliki neprijatelj i bojao se da je u tom duhu odgojio svojega učenika. Kasnije ga je Mehmed II. likvidirao tijekom opsade Konstantinopola na temelju optužbi da je podmićen ili da je na neki drugi način pomogao braniteljima.
Mehmed II. postaje sultan prvi put 1444. godine poslije abdikacije svog oca Murata II. To prvo razdoblje vlasti završava iste godine kada mu se vojnici bune poslije poraza od križarske vojske i vraćaju na vlast Murata II. Murat vlada do svoje smrti, kada opet na njegovo mjesto dolazi Mehmed. Ovaj put na vlasti ostaje punih 30 godina, postiže mnoge uspjehe, a od kojih je svakako najznačajnije osvajanje Konstantinopola. 
Nakon pada Konstantinopola, Mehmed je uzeo titulu Cezar Rima (Kayser-i Rûm), jer je Bizantsko Carstvo bilo priznati nasljednik Rimskog Carstva nakon što je glavni grad premješten u Konstantinopol 330. godine. 
Postoji priča da je Mehmed II., kada je ušao u Palaču Cezara, koja je osnovana tisuću godina prije Konstantinopola, izrekao poznate perzijske stihove: „Pauk plete zavjese u palači Cezara; sova poziva promatrače u tornjevima Afrasiab”.
Osvajanje Konstantinopola omogućilo je Mehmedu II. da okrene svoju pozornost Anatoliji. Mehmed je pokušao stvoriti jedinstvenu vlast u Anatoliji osvajajući turske države zvane Bejlik i Trapezuntsko Carstvo na sjeveroistoku Anatolije ujedinjujući se sa Zlatnom Hordom s Krima. Jedinstvena Anatolija postignuta je mnogo prije Mehmeda II., za vrijeme sultana Bajazida I., ali je bitkom kod Angore 1402. novoosnovana zajednica zemalja uništena. Mehmed II. ipak je uspio, kako će se kasnije pokazati, trajno ujediniti ove anatolijske države što mu je omogućilo da se nesmetano okrene prema Europi i tamošnjem širenju.
Također, još se jedan bitan politički događaj dogodio u njegovo vrijeme. On je zapravo uobličio njegov stav prema Istoku. To je bio uspon turkmenistanskog kraljevstva. Pod vodstvom Uzun Hasana turkmenistansko kraljevstvo dosegnulo je veličinu Osmanskog Carstva u to vrijeme, ali je u bitci kod Otlukbelija osmanska vojska zaustavila širenje Turkmenistana i pripojila njihove teritorije sebi. Taj je događaj pokazao sultanu Mehmedu II. da njegova vojska nema prave konkurencije na istoku i on se potpuno usmjerio Zapadu. Na tom putu stajala mu je Europa.

## Osvajanja u Europi
Mehmed II. je sa svojom vojskom ostvario velika osvajanja na Balkanu. Išao je do Beograda gdje je pokušao zauzeti grad Janka Hunjadija opsadom Beograda 1456. Mađarski činovnici uspješno su obranili grad i Osmanlije su se povukli s velikim gubicima, ali su uspješno zauzeli cijelu Bosnu i Srbiju. 
Također je ušao u konflikt sa svojim bivšim vazalom, princem Vladom III. Drakulom od Vlaške 1462. godine koji ga je pobijedio u jednoj bitci. Tada je Mehmed II. pomogao Vladovom polubratu Raduu osvetiti osmansku vojsku i Radu je uspio potpuno poraziti svog polubrata koji je poražen pobjegao iz zemlje.
Godine 1475. Osmanlije je teško porazio Stjepan Veliki od Moldavije u Bitci za Vaslui. Mehmed je pobijedio Stjepana u bitci za Valeu Albu 1476. i umalo uništio cijelu malobrojnu moldavsku vojsku. Potom je otpustio upravnika Suceave (Moldavija) ali nije uspio nikada osvojiti cijelu Moldaviju. Sa svojom se vojskom morao povući pred Stjepanovom vojskom i Drakulom koji je dolazio u pomoć s 30.000 vojnika zbog širenja kuge i gladi.
Mehmed II. napao je Italiju 1480. Namjera mu je bila osvojiti Rim i „ujediniti Rimsko Carstvo”, a u početku je izgledalo kao da to može ostvariti lakim zauzimanjem Otranta 1480., ali je Otrant preuzela papina vojska nakon Mehmedove smrti 1481. godine.
Ti oružani sukobi između osmanske vojske i Europljana pokazali su da osmansko prisustvo u Europi nije privremeno. Tijekom vladavine Mehmeda II., nezaustavljiva osmanska vojska gotovo je u cijelosti asimilirala balkanske snage.

## Vladavina i doprinos
Vladavina Mehmeda II. također je dobro poznata i po religioznoj toleranciji kojom se ophodio prema svojim podanicima što je bilo veoma neobično za srednji vijek. Međutim, njegova vojska regrutirala se iz danka u krvi (Devširme). Uzimali su mladu kršćansku djecu i prema njihovim sposobnostima još su ih u najranijem periodu stavljali u razne službe.
Mehmed II. govorio je sedam jezika (uključujući turski, grčki, hebrejski, arapski, perzijski i latinski) kada je imao 21 godinu (kada je osvojio Konstantinopol).
Nakon pada Konstantinopola osnovao je mnoga sveučilišta u gradu, od kojih su neka i danas aktivna. 
Grob Mehmeda II. nalazi se u Fatihovoj džamiji u Istanbulu. Most Sultana Mehmeda nazvan je po njemu.

## Supruge i ljubavnice
- Gospa Gülşah
- Gospa Sitti Mükrime
- Gospa Çiçek

### Mehmed II. u medijima
- Fetih 1453 (film)